# Gruița
Gruița – wieś w Rumunii, w okręgu Dolj, w gminie Goiești. W 2011 roku pozostawała niezamieszkana.